# Natalia Berloff
Natalia Berloff (rus: Наталья Геннадьевна Берлова)  (Orenburg, 6 de novembre de 1968) és una matemàtica russa, professora de Matemàtica aplicada i Física teòrica a la Universitat de Cambridge i de fotònica i quàntica a l'Institut de Ciència i Tecnologia de Skolkovo a Rússia. La seva investigació inclou l'ús de polaritons per simular estructures com el model XY clàssic.

## Educació i carrera
Berloff va néixer a Orenburg a Rússia. Es va graduar a la Facultat de Matemàtica Computacional i Cibernètica de la Universitat Estatal de Moscou el 1991. Va obtenir el seu doctorat de la Universitat Estatal de Florida el 1996, sota la supervisió de Louis Norberg Howard.
Va ser becària d'investigació del president de la Universitat de Califòrnia a Los Angeles al Departament de Matemàtica, de 1997 a 1999, i va continuar allà com a professora ajudant. Des de 2002, es va convertir en becària de Jesus College, Cambridge, i membre de la facultat en el Departament de Matemàtiques Aplicades i Física Teòrica també a Cambridge, on va ser professora de Matemàtiques Aplicades.
De 2013 a 2016, es va acomiadar de Cambridge per desempenyorar-se com a professora i directora del programa de materials de fotònica i quàntica a l'Institut de Ciència i Tecnologia de Skolkovo a Rússia.
Es van desenvolupar models matemàtics de superfluïdesa, turbulència quàntica, processos coherents en sistemes quàntics, condensació de Bose-Einstein, l'ús del qual, a part de l'interès teòric general, té àmplies perspectives d'aplicació.